# Ouse (Sussex)
L'Ouse è un fiume che scorre nella campagna del West e East Sussex in Inghilterra: nasce vicino a Lower Beeding, attraversa Lewes e sfocia nel Canale della Manica a Newhaven.
Diversamente dagli altri fiumi britannici chiamati "Ouse", che deriva da una radice scandinava (oose), questo nome deriva dalla distorsione del francese rivière de Lewes. Anticamente il suo nome era Mid-wynd.
La scrittrice Virginia Woolf si suicidò gettandosi nel fiume Ouse e annegandovi il 28 marzo 1941 vicino al villaggio di Rodmell.